# Ponç de Santa Pau
Ponç de Santa Pau (?, s. XIV - Constantinoble, 1352) fou un almirall de la Corona d'Aragó.
Fill gran d'Hug II de Santa Pau, Pere el Cerimoniós el va nomenar capità d'un estol de trenta galeres a mitjans de març de 1351. L'armada de la Corona d'Aragó va sortir del port de Maó el mes de setembre i es va dirigir cap a la Mediterrània oriental, fent escala a Càller i a Messina on es van unir amb vint galeres venecianes capitanejades per Pancrazio Giustinian en virtut de l'aliança militar entre la Corona d'Aragó i la República de Venècia per enfrontar-se a la República de Gènova. Finalment, prop de Constantinoble es van unir amb catorze galeres venecianes alliberades del Setge d'Oreoi i quatre més que sortiren de València més tard i eren capitanejades per Bernat de Ripoll.
El vespre del dia 13 de febrer de 1352, l'estol aliat participà a la batalla naval del Bòsfor en mig d'una gran tempesta que desbaratà moltes naus dels dos bàndols. Ponç de Santa Pau fou ferit i morí a causa de les ferides uns quants dies més tard, el 9 de març, a Constantinoble. També hi morí el seu ajudant Bernat de Ripoll. Només hi sobrevisqueren onze de les galeres de la Corona d'Aragó, de les quas deu tornaren a Catalunya i foren encomanades a Mateu Mercer després del nomenament provisional de Bonanat Descoll, mentre que la que retornava les despulles de Ponç Santa Pau a Catalunya era atacada per un estol de deu galeres genoveses i es perdia per sempre.